# Scheune Katenberg 7
Die Scheune Katenberg 7 in der niedersächsischen Gemeinde Breddorf, Ortsteil Hanstedt, wurde im  18. Jahrhundert gebaut. Aktuell (2025) wird sie landwirtschaftlich genutzt.
Das Gebäude steht unter Denkmalschutz (siehe auch Liste der Baudenkmale in Breddorf).

## Geschichte und Beschreibung
Die Gemeinde Breddorf wurde 1236 erstmals erwähnt. Sie gehört seit 1974 zur Samtgemeinde Tarmstedt im Landkreis Rotenburg (Wümme); Hanstedt wurde 1974 eingemeindet.
Der eingeschossige traufständige Fachwerkbau mit Lehmausfachungen und reetgedecktem Walmdach sowie einer Querdurchfahrt wurde im 18. Jahrhundert gebaut.
Das Landesdenkmalamt befand u. a.: „… ein regionstypischer Scheunenbau des 18. Jahrhunderts …“